# Підсніжник південний
Підсніжник південний, або підсніжник Ельвеза (Galanthus elwesii Hook.f.) — багаторічна цибулинна рослина родом з Малої Азії. Занесений до Червоної книги України.

## Опис
Високорослий вид, квітконоси якого можуть досягати у висоту 15 — 25 см. Листки у цього виду широкі, іноді до 2 см, блакитно-зеленого кольору. Квітки білі, великі, кулясті. Цвіте раніше від підсніжника звичайного.

## Використання
Підсніжники використовують для різних типів квіткового оформлення саду. Декоративні підсніжники висаджують у великих групах не тільки в альпінаріях, але і під деревами, чагарниками в напівзатінених місцях, а також у вигляді білих галявин серед газонів.

## Охорона
Занесений до Червоного списку МСОП, Червоної книги України. Охороняють у Староманзирському заказнику з та РЛП «Тилігульський лиман» (Одеська і Миколаївська області). Потрібно здійснювати моніторинг популяцій, ширше культивувати в ботанічних садах, розширити мережу заповідних територій. Заборонено збирання рослин, заготівля, продаж, знищення місць зростання. 